# Greg McDermott
Greg McDermott (Cascade, 25 novembre 1964) è un ex cestista e allenatore di pallacanestro statunitense.

## Biografia
È il padre del cestista Doug McDermott.